# Artaxes III
Artaxes III (em grego: Αρτάξης; romaniz.: Artáxēs) ou Artaxer (Αρταξηρ; em persa médio: 𐭠𐭥𐭲𐭧𐭱𐭲𐭥; romaniz.: Ardaxšīr; 621 - 27 de abril de 630) foi o xá do Império Sassânida de 6 de setembro de 628 a 27 de abril de 630.

## Nome
Artaxes (Αρτάξης, Artáxēs), Adeser (Αδεσήρ, Adesēr), Artaxer (Αρταξηρ, Artaxḗr), Artaxares (Αρταξάρης, Artaxárēs), Artaser (Αρτασήρ, Artasḗr), Artasires (Αρτασείρης, Artaseírēs), Artaxas (Αρτάξας, Artáxas) e Artaxias (Αρταξίας, Artaxías) são as formas gregas do parta e persa médio Ardaxir ou Artaxir (𐭠𐭥𐭲𐭧𐭱𐭲𐭥, Ardaxšīr ou Artaxšīr) e do armênio Artaxir (Արտաշիր, Artašir) e Artaxes (Արտաշէս, Artašēs; surgido da forma não atestada *Artašas). Esses nomes derivam do persa antigo Artaxaça (𐎠𐎼𐎫𐎧𐏁𐏂𐎠, Artaxšaçā) ou o iraniano antigo Artaxatra (*R̥ta-xš-ira-), que significa "cujo reinado é através da verdade". Sua grafia em persa antigo também foi helenizada e latinizada como Artaxerxes (Αρταξέρξης, Artaxérxēs).

## Antecedentes

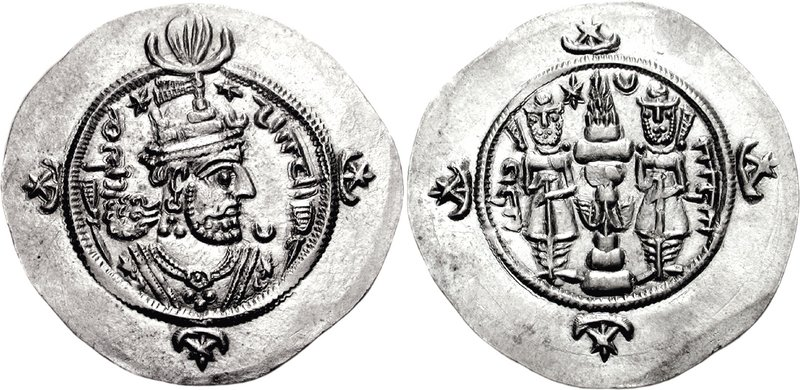
Dracma de r.

Artaxes era filho do xá Cavades II (r. 628) e Anzoi, que era uma princesa do Império Bizantino, o que tornou Artaxes menos popular entre os iranianos, que recentemente estiveram em uma longa e devastadora guerra contra os bizantinos. Em 628, uma praga devastadora se espalhou pelo oeste do reino, matando metade da população, incluindo o próprio Cavades.

## Reinado
Após a morte de Cavades, os bozorgãs elegeram-no como seu sucessor, mas tinha só sete anos. Na realidade, porém, exercia pouco poder e seu império era controlado pelo vizir Ma-Adur Gusnaspe, cujo dever era proteger o império até que o xá tivesse idade suficiente para governar. O historiador iraniano Tabari diz o seguinte sobre a administração por Ma-Adur: "executou a administração do reino de forma excelente, [e com tal] conduta firme, [que] ninguém teria conhecimento da juventude de Artaxes III." Durante o mesmo período, um irmão de Ma-Adur chamado Narsi, recebeu Cascar como parte de seus domínios. No entanto, mesmo sob um forte vizir, as coisas ainda pareciam sombrias no Irã; O faccionalismo aumentou muito, e várias facções poderosas que surgiram durante o reinado do avô de Artaxes, Cosroes II (r. 590–628), ganharam firme controle de partes importantes do país, enquanto o Estado era menos centralizado do que sob os predecessores. Sua ascensão foi apoiada pelas facções pálave (parta), parsigue (persa) e ninruzi. No entanto, em algum momento de 629, os ninruzis retiraram seu apoio e começaram a conspirar com o distinto general Sarbaro para derrubá-lo. Os pálaves, sob seu líder Farruque Hormisda da Casa de Ispabudã, respondeu apoiando a tia de Artaxes, Borana, que posteriormente começou a cunhar moedas nas áreas pálaves de Amol, Nixapur, Gurgã e Rei.
Um ano depois, com uma força de seis mil homens, Sarbaro marchou em direção a Ctesifonte e sitiou a cidade. Foi incapaz de capturá-la e então fez aliança com Perozes Cosroes, o líder parsigue, e o ministro anterior do império durante o reinado de Cavades. Com o apoio parsigue e ninruzi, Sarbaro capturou Ctesifonte e executou Artaxes, o próprio Ma-Adur Gusnaspe e muitos outros nobres proeminentes antes de ascender ao trono. De acordo com o folclore tardio, Artaxes foi enterrado num lugar desconhecido em Mesena.

## Cunhagem
Como seu pai, Artaxes absteve-se de usar o título de xainxá ("Rei de Reis") em suas gravuras de moedas. Isso provavelmente foi feito para se distanciar de Cosroes II, que havia restaurado o título.